# Cruz das Almas (ort)
Cruz das Almas är en ort i Brasilien.   Den ligger i kommunen Cruz das Almas och delstaten Bahia, i den östra delen av landet, 1 000 km öster om huvudstaden Brasília. Cruz das Almas ligger 224 meter över havet och antalet invånare är 47 844.
Terrängen runt Cruz das Almas är platt. Cruz das Almas är det största samhället i trakten.
Omgivningarna runt Cruz das Almas är en mosaik av jordbruksmark och naturlig växtlighet. Runt Cruz das Almas är det ganska tätbefolkat, med 70 invånare per kvadratkilometer.